# Logan Marshall-Green
Logan Marshall-Green est un acteur américain né le 1er novembre 1976 à Charleston, Caroline du Sud, États-Unis.

## Biographie

### Situation personnelle
Logan Marshall-Green est né le 1er novembre 1976 à Charleston dans le Caroline du Sud aux États-Unis. 
Il a un frère jumeau, du nom de Taylor Marshall-Green.
Il étudie la littérature à l'université du Tennessee à Knoxville.
Il est marié à Diane Marshall-Green (née Gatea) de 2012 à 2020, année de leur divorce. Le couple a un fils, Tennesse Logan Marshall-Green, né en 2014.

### Carrière
Logan Marshall-Green fait ses premiers pas à la télévision en 2003 dans la série New York, unité spéciale, l'année suivante, il est présent dans le spin-off : New York, police judiciaire.
Il débute au cinéma en 2005 dans les films Le Grand Raid de John Dahl et Alchemy d'Evan Oppenheimer. Cette même année, il est présent dans la quatrième saison de 24 Heures chrono et dans la saison 2 de Newport Beach, il part de la série après le premier épisode de la 3e saison.
En 2007, il revient au cinéma dans Across the Universe de Julie Taymor et sur le petit écran dans Traveler : Ennemis d'État.
Deux ans plus tard, il obtient un rôle dans Dark Blue : Unité infiltrée jusqu'à l'année suivante. Toujours en 2010, il joue dans les films L'Élite de Brooklyn réalisé par Antoine Fuqua, avec Richard Gere, Don Cheadle, Ethan Hawke et Wesley Snipes et dans Devil de John Erick Dowdle.
En 2012, il est présent aux côtés de Noomi Rapace, Michael Fassbender, Charlize Theron, Idris Elba et Guy Pearce dans Prometheus de Ridley Scott. L'année suivante, il joue dans Quand tombe la nuit et Tandis que j'agonise.
Il tourne en 2014 dans Madame Bovary réalisé par Sophie Barthes et il retrouve James Franco dans The Sound and the Fury.
En 2016, il revient à la télévision dans la série Quarry et dans le biopic Snowden d'Oliver Stone. L'année d'après, il joue aux côtés d'Henry Cavill dans Sand Castle de Fernando Coimbra et Spider-Man : Homecoming de Jon Watts, mais également la série Damnation.
En 2018, il joue le rôle principal dans Upgrade de Leigh Whannell. L’année suivante, il tourne dans un épisode de la mini-série Dans leur regard.

## Filmographie

### Acteur

#### Cinéma
- 2004 : The Kindness of Strangers (court métrage) de Claudia Myers : Ray
- 2005 : Le Grand Raid (The Great Raid) de John Dahl : Lieutenant Paul Colvin
- 2005 : Alchemy d'Evan Oppenheimer : Martin
- 2007 : Across the Universe de Julie Taymor : Paco
- 2010 : L'Élite de Brooklyn (Brooklyn's Finest) d'Antoine Fuqua : Melvin Panton
- 2010 : Devil de John Erick Dowdle : Anthony "Tony" Janecowski
- 2012 : Prometheus de Ridley Scott : Charlie Holloway
- 2013 : Quand tombe la nuit (Cold Comes the Night) de Tze Chun : Billy
- 2013 : Tandis que j'agonise (As I Lay Dying) de James Franco : Jewell
- 2014 : Madame Bovary de Sophie Barthes : Marquis d'Andervilliers
- 2014 : The Sound and the Fury de James Franco : Dalton Ames
- 2015 : The Invitation de Karyn Kusama : Will
- 2016 : Snowden d'Oliver Stone : Catfish
- 2017 : Sand Castle de Fernando Coimbra : le sergent Baker
- 2017 : Spider-Man : Homecoming de Jon Watts : Jackson Brice / le premier Shocker
- 2018 : Upgrade de Leigh Whannell : Grey Trace
- 2021 : L'Intrusion (Intrusion) d'Adam Salky : Henry Parsons
- 2022 : Redeeming Love de D. J. Caruso : Paul
- 2022 : Lou de Anna Foester : Philip
- 2022 : The Listener de Steve Buscemi : Michael (voix)
- 2024 : Carry-On de Jaume Collet-Serra : Alcott
- 2026 : L'Odyssée (The Odyssey) de Christopher Nolan

#### Télévision
- 2003 : New York, unité spéciale (saison 4, épisode 25) : Mitch Wilkens / Max Van Horn / Eric Wayne Proctor
- 2004 : New York, police judiciaire (Law & Order) (saison 14, épisode 18) : Kyle Mellors
- 2005 : 24 Heures chrono (24) : Richard Heller
- 2005 : Newport Beach (The O.C.) : Trey Atwood
- 2007 : Traveler : Ennemis d'État (Traveler) : Tyler Fog
- 2009 - 2010 : Dark Blue : Unité infiltrée (Dark Blue) : Dean Bendis
- 2016 : Quarry : Mac Conway
- 2017 - 2018 : Damnation : Creeley
- 2019 : Dans leur regard (When They See Us) : Officier Roberts
- 2022 : Big sky : Travis
- 2025 : And just like that : Adam

#### Jeux vidéo
- 2019 : Telling Lies : David Smith

### Réalisateur
- 2019 : Adopt a Highway

## Voix françaises
En France, Serge Faliu est la voix la plus régulière de l'acteur. Néanmoins, il arrive que d'autres comédiens lui prêtent leur voix, comme Anatole de Bodinat, à quatre reprises.
| - Serge Faliu dans : - Newport Beach (série télévisée) - Traveler : Ennemis d'État (série télévisée) - Dark Blue : Unité infiltrée (série télévisée) - L'Élite de Brooklyn - Quand tombe la nuit - Sand Castle - Spider-Man: Homecoming - Anatole de Bodinat dans : - Madame Bovary - L'Intrusion - Big Sky (série télévisée) - Carry-On - Thibaut Lacour dans : - Snowden - Damnation (série télévisée) - Shadowplay (série télévisée) | - Damien Ferrette dans : - Prometheus - Quarry (série télévisée) Et aussi - Damien Boisseau dans New York, unité spéciale (série télévisée) - Fabrice Josso dans New York, police judiciaire (série télévisée) - Sébastien Hébrant (Belgique) dans Le Grand Raid - Jérôme Pauwels dans 24 Heures chrono (série télévisée) - Bertrand Nadler dans Devil - Rémi Bichet dans The Invitation - Cédric Dumond dans Dans leur regard (mini-série) - Stéphane Pouplard dans Lou |